# テイカカズラ
テイカカズラ（定家葛、学名: Trachelospermum asiaticum）は、キョウチクトウ科テイカカズラ属のつる性常緑低木。別名マサキノカズラ。有毒植物である。
和名は、式子内親王を愛した藤原定家が、死後も彼女を忘れられず、ついに定家葛に生まれ変わって彼女の墓にからみついたという伝説（能『定家』）に基づく。

## 分布と生育環境
朝鮮半島、日本（本州（主に岩手・秋田県以南）・四国・九州地方）の温暖な場所に分布する。山野や林で岩や木を這い上るように自生するほか、庭などにも植えられる。

## 形態・生態
常緑つる性の木本。茎からは気根（付着根）を出して他のものに固着する。茎の表面には多数の気根が出た跡が残るので、樹皮には多数の突起がある。大きくなると、枝先は高木層の樹冠に達し、幹（つる）は直径4センチメートル (cm) に達する。
成木になると樹皮から離れて枝を空中に伸ばし、葉は大きく黄緑色になる。葉は対生し、長さ3 - 8 cmの楕円形、質感は様々で、一般に幼木の方が革状で光沢がある。特に幼木の間は地上をはいまわり、地面に葉を並べる。このときの葉は深緑色で、葉脈に沿って白い斑紋が入ることが多い。古い葉は、春先の新芽が出るころから初夏（花期）にかけて、橙色や赤色に色づき散っていく。新芽がピンク色や白色、黄金色の斑入りの園芸種もある。茎や葉を切ると白い乳液が出る（有毒）。
花期は5 - 6月。枝先や上部の葉腋かにまばらな集散花序をつけて、花を咲かせる。花は房状の花序が垂れ下がったところにつく。花冠の基部は筒状で、先端は5裂して広がり、花径は20 - 30ミリメートル (mm) ほどある。それぞれの裂片は先端が断ち切られて丸まったような三角形で、それぞれにわずかにねじれ、全体としてプロペラ状になる。花ははじめ白く、次第に淡黄色になり、ジャスミンに似た芳香がある。
果期は10月。果実は長さ約20 cmの細長い袋果で、2個が対になってぶら下がり、熟すると縦に裂け目を生じて種子を散布する。種子にはとても長く白い綿毛があり、風で飛ぶ。

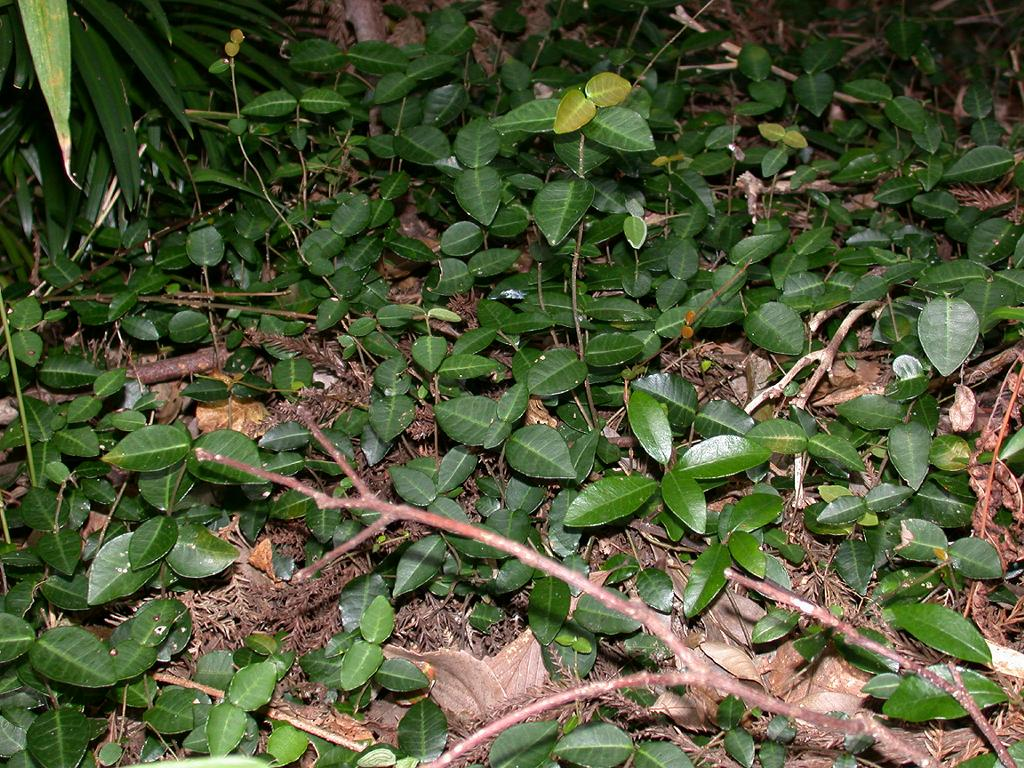
地上を這う様子
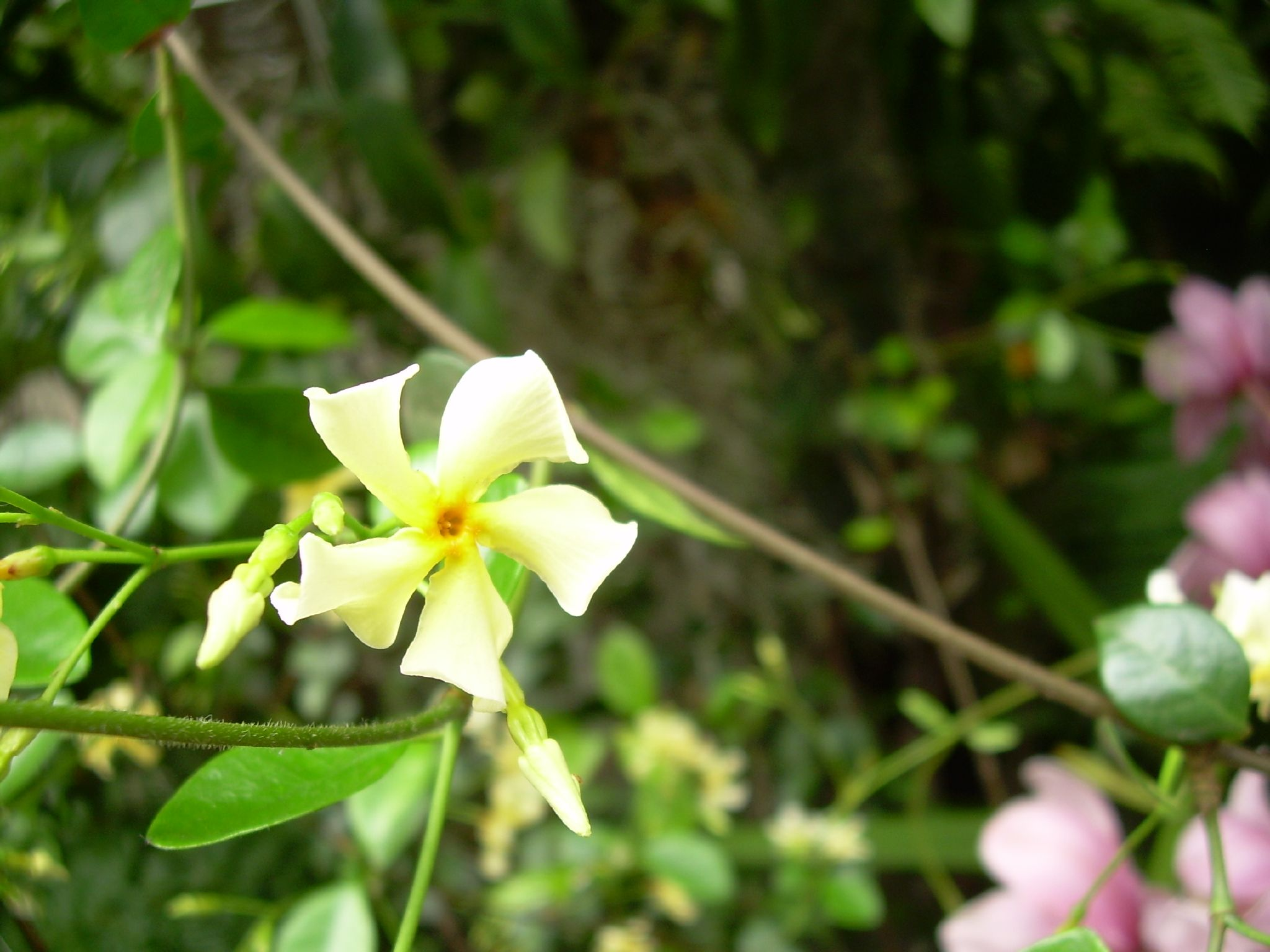
花

## 人間との関わり
観賞用に栽培もされ、庭木や垣根、盆栽にして使われる。栽培品種にハツユキカズラ（斑入り）、ゴシキカズラ（葉が赤みがかっている）などがある。

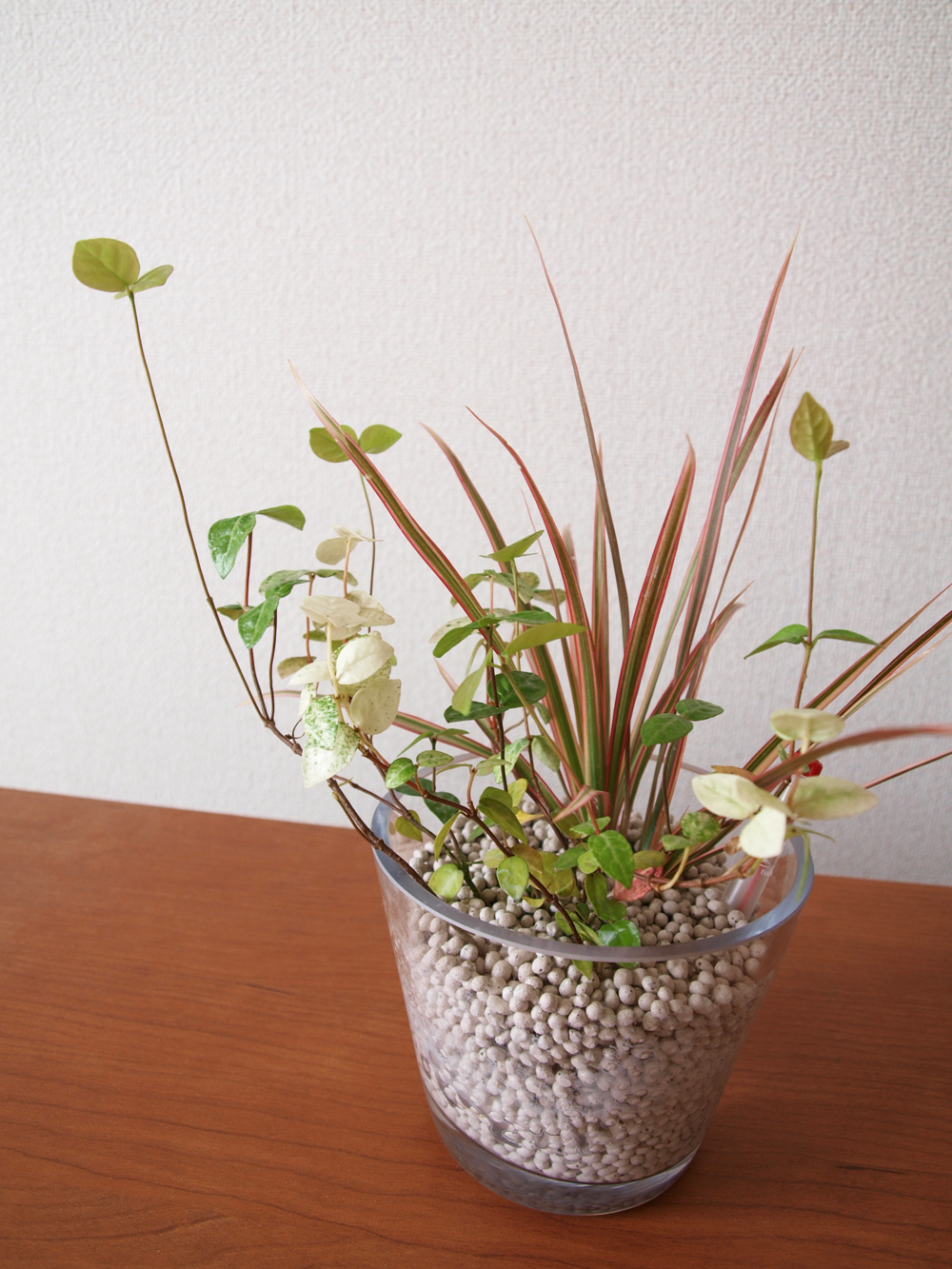
ハツユキカズラ ※奥はコンシネ・レインボー
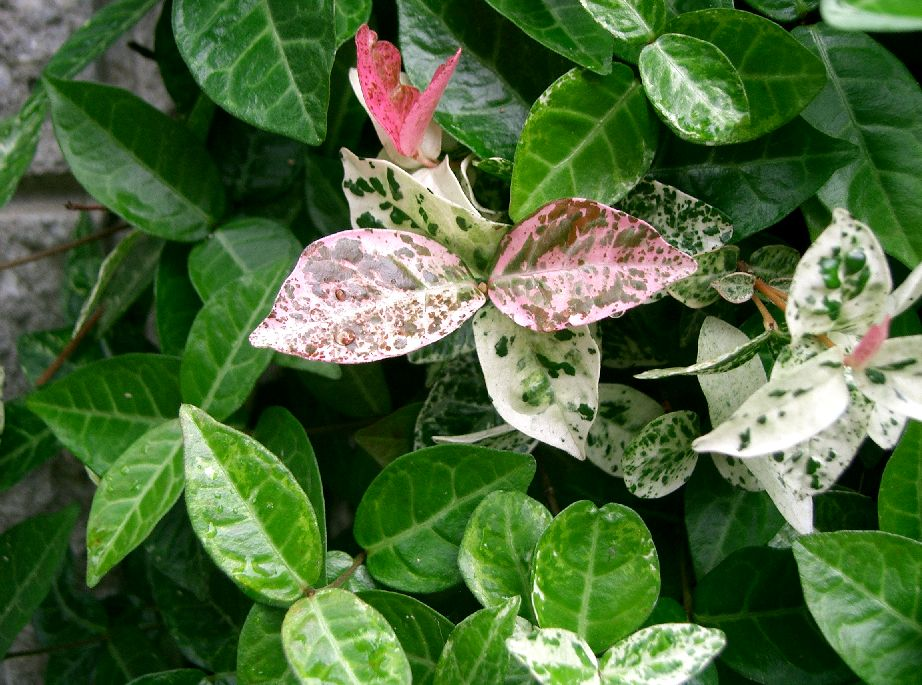
葉

夏に採取する茎葉に解熱の薬効があるともいわれるが、専門家以外の素人が扱うには危険が伴うため、薬用を避けて花を観賞するだけにとどめたほうがよい。
古典に「まさきのかづら（真拆の葛）」「まさきづら（真拆葛）」とあるのも本種のことといわれる。
み山には あられ降るらし と山なる まさきのかづら 色づきにけり—神遊びの歌、『古今集』巻第二十・1077番歌
我が手をば 妹（いも）にまかしめ 真栄葛（まさきづら） 手抱（たた）き糾（あざ）はり…〔下略〕…—歌謡、『継体紀』

## 近縁種

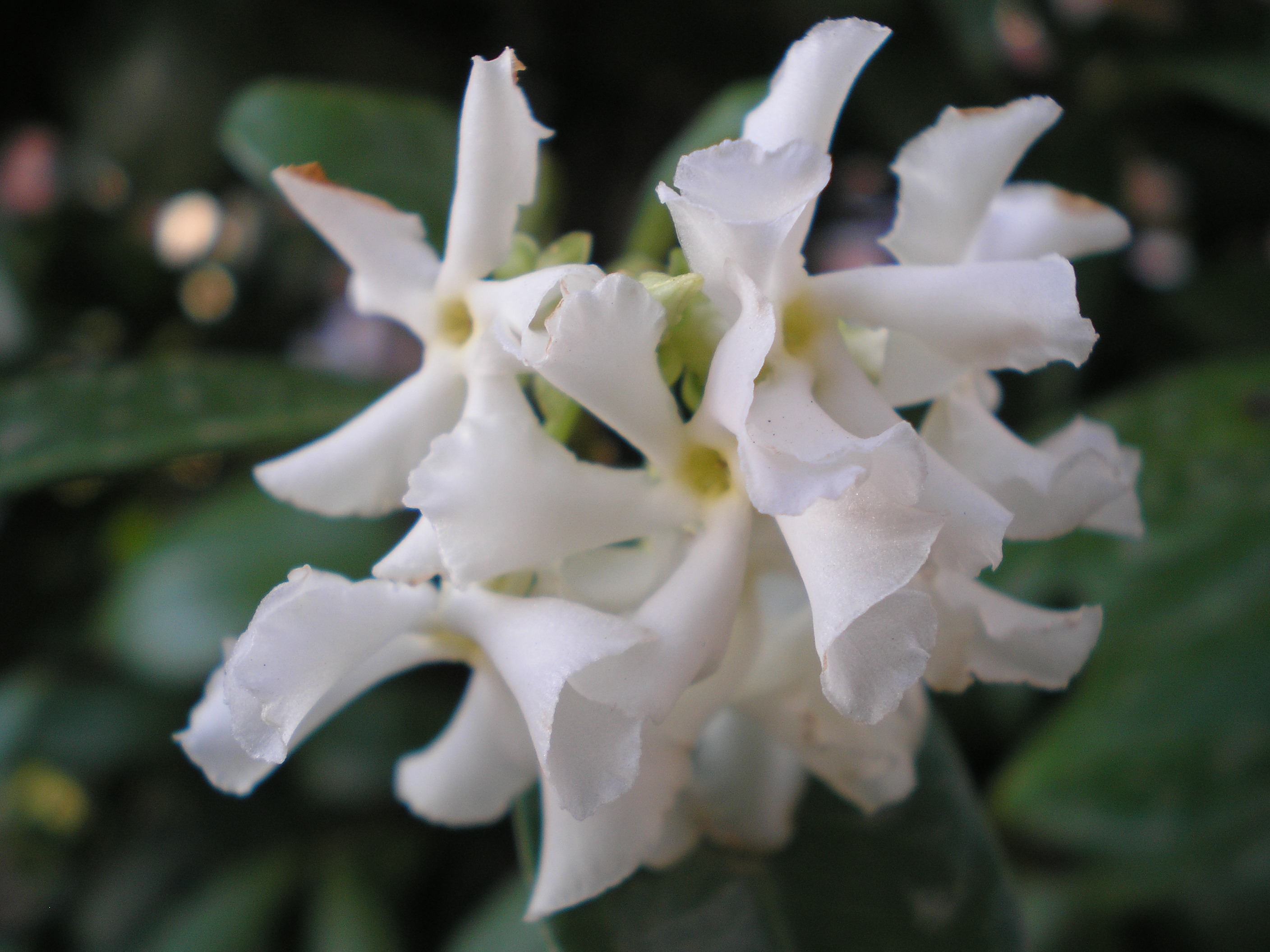
テイカカズラ Trachelospermum asiaticum
  - チョウジカズラ Trachelospermum asiaticum var. majus
- ヒメテイカカズラ Trachelospermum gracilipes
  - オキナワテイカカズラ（リュウキュウテイカカズラ） Trachelospermum gracilipes var. liukiuense - 九州南部以南、琉球列島に分布。
- トウキョウチクトウ Trachelospermum jasminoides
  - ケテイカカズラ Trachelospermum jasminoides var. pubescens
    - ニシキケテイカカズラ Trachelospermum jasminoides var. pubescens f. variegatum

- T. jasminoides

## 類似の植物
この植物は、特に木に這い登ったときの様子がニシキギ科のつる植物であるツルマサキとその姿が非常によく似ており、区別が難しい場合がある。ただし、この植物の茎が灰色なのに対して、ツルマサキは茎が緑色であることで区別できる。また、キョウチクトウと同じ鮮黄色のアブラムシであるキョウチクトウアブラムシが寄生するので、この寄生が見られる場合には植物学の知識に乏しくても識別は容易である。
他に、サカキカズラ（Anodendron affine）等もよく似ている。

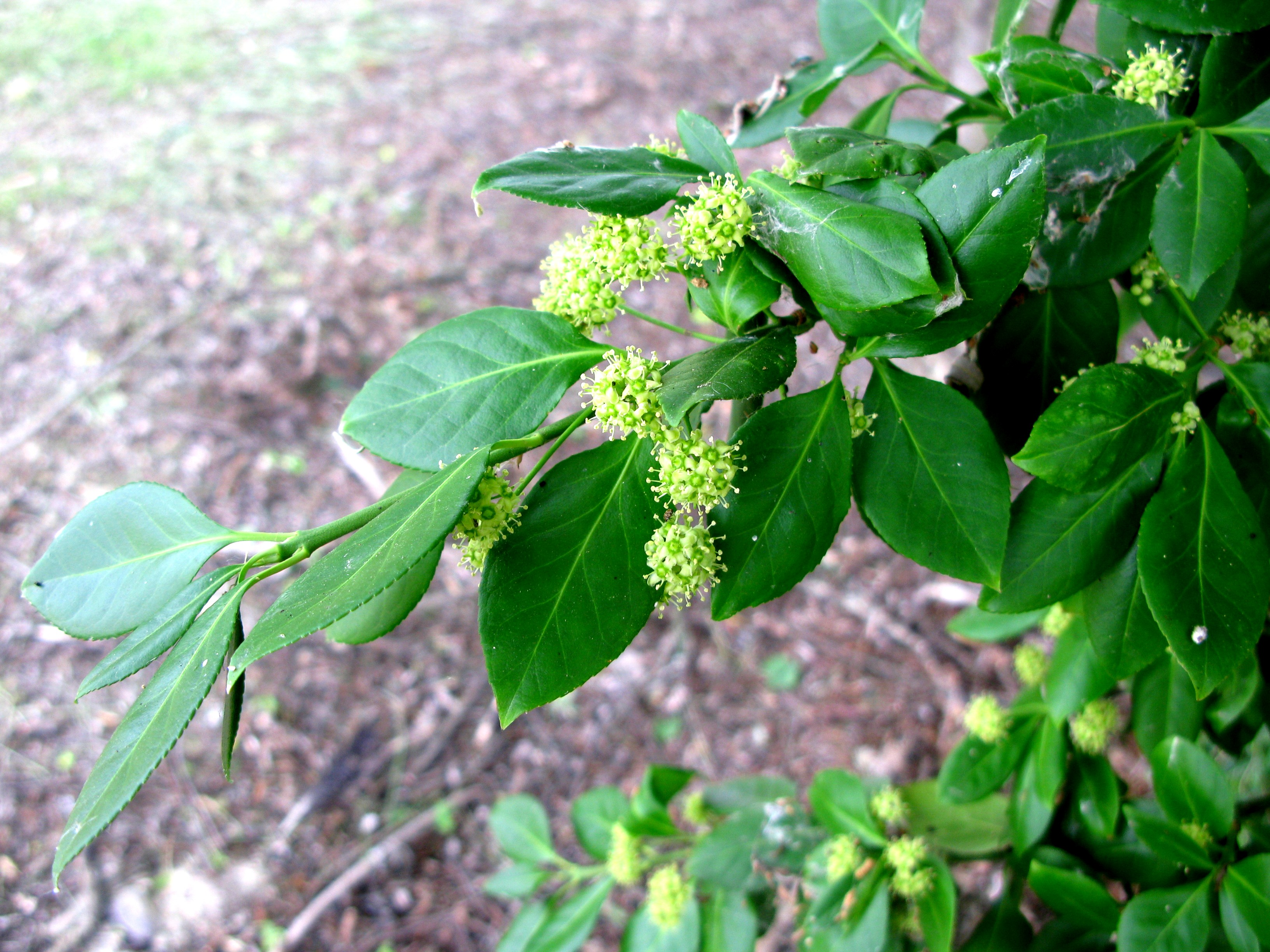
ツルマサキ